# Seligenstadt
Seligenstadt  (pronunciación en alemán: /ˈzeːlɪɡn̩ˌʃtat/ⓘ) es una ciudad alemana situada a orillas del río Meno en el estado federado de Hesse.

## Geografía
Seligenstadt se encuentra en la margen izquierda del Meno, a unos 20 km al sudeste de Fráncfort del Meno.
Seligenstadt se encuentra en la frontera de Hesse con Baviera, y limita al este con Karlstein (Baviera), al sudeste con Mainhausen, al sur con Babenhausen, al oeste con  Rodgau y al norte con Hainburgo.
La ciudad se compone de los distritos de Seligenstadt, Klein Welzheim y Froschhausen. 

## Historia

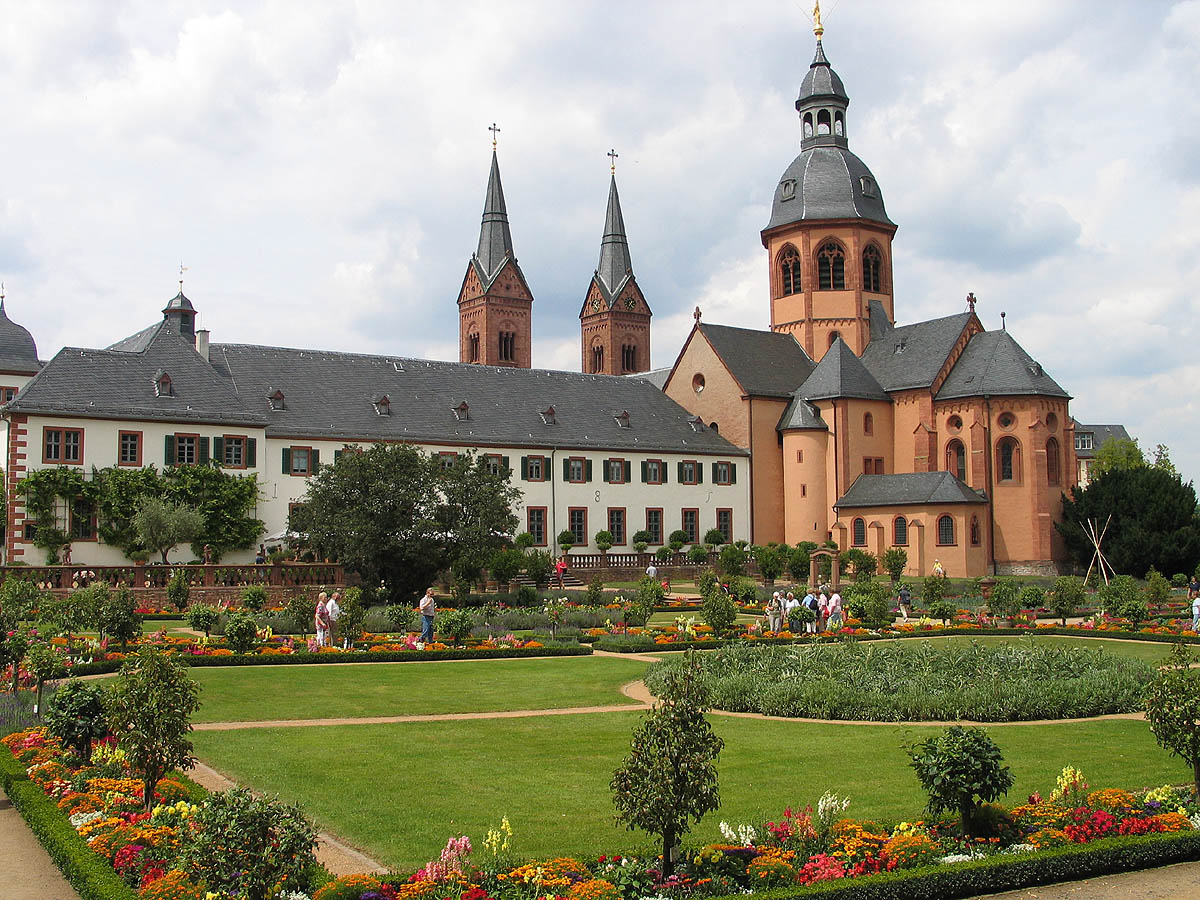
La basílica de Eginardo

Seligenstadt aparece mencionada por primera vez en 815 en un acta de donación con el nombre de Obermühlheim.
La basílica de Einhar,  llamada así en honor de Eginhardo, se construyó a partir del siglo XIX. La abadía de Seligenstadt fue controlada desde 1063 hasta 1803 por el electorado de Maguncia.
Seligenstadt está hermanada con Triel-sur-Seine en Francia desde 1967. Klein-Heel Welzheim estaba hermanada con Heel (Países Bajos) desde 1972, y en 1977 se transfirió a Seligenstadt.

## Personas destacadas
- Eginardo, autor de la Vita Karoli Magni, fundó en 828 la abadía de Seligenstadt, en la que falleció en 840.
- Hans Memling nació en Seligenstadt en el siglo XV.
- Johann Leonhard Dalken, navegante, en Ceilán (1638). Leemos en los archivos de la ciudad: «1653. - Dalken, Dietrich, compra la casa Waltz en la Fischergasse, que el monasterio había heredado de Hanss Henr.Waltz. 250 florines».[2]